# Pimpinella nudicaulis
Pimpinella nudicaulis är en flockblommig växtart som beskrevs av Ernst Rudolf von Trautvetter. Pimpinella nudicaulis ingår i släktet bockrötter, och familjen flockblommiga växter. Inga underarter finns listade i Catalogue of Life.